# Moselbrücke Piesport
Die Moselbrücke Piesport ist eine Straßenbrücke der Landstraße 50 über die Mosel in der Ortsgemeinde Piesport, Rheinland-Pfalz. Sie wurde 1949 erbaut und ist nach dem 1913 errichteten und 1945 gesprengten Vorgängerbau bereits die zweite feste Brücke, die die Ortsteile Piesport und Niederemmel bei Mosel-km 147,8 verbindet.

## Historie

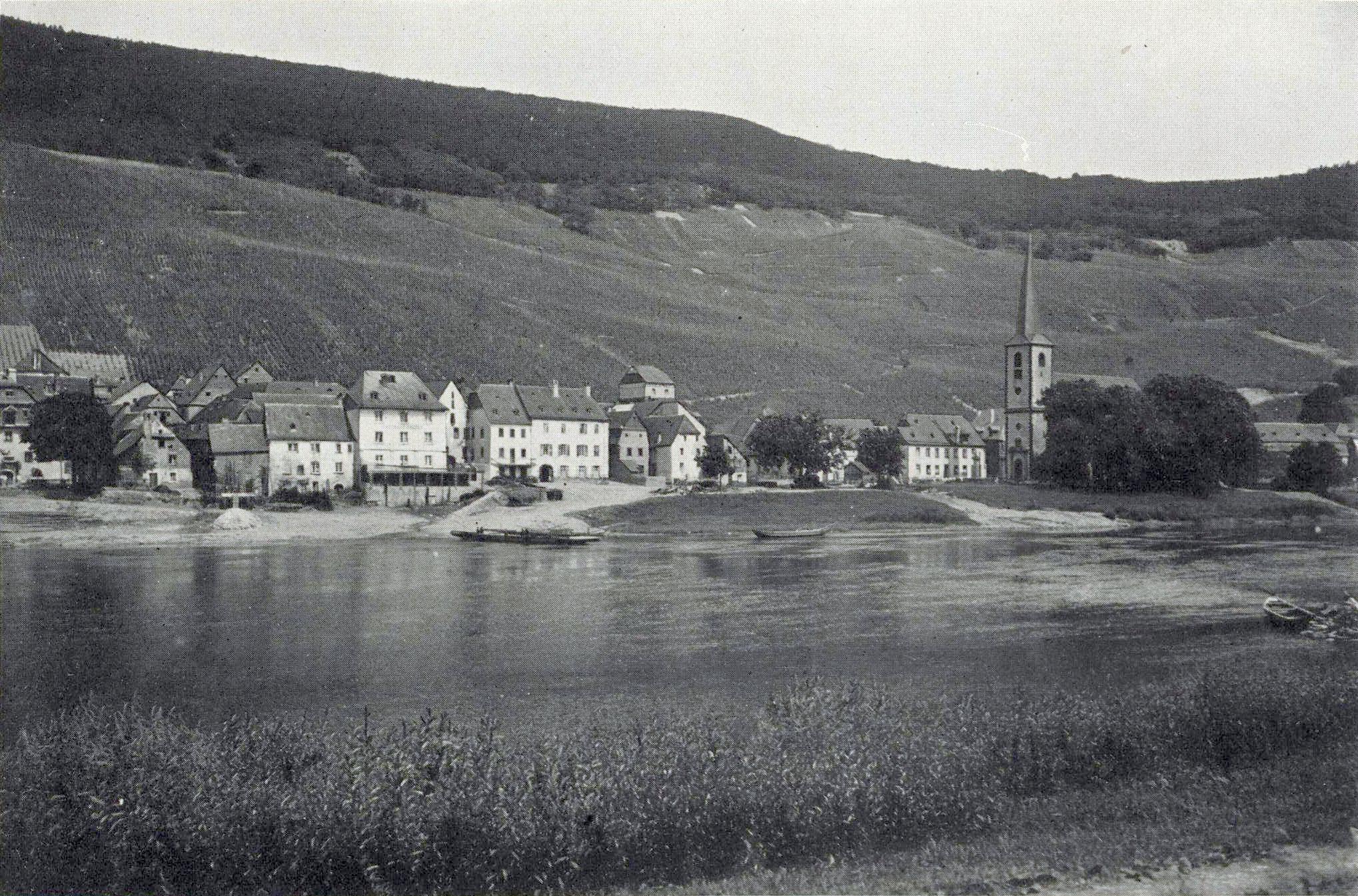
Piesport mit seiner Pontenfähre um 1900. Eine Ponte war eine breite, rechteckig gebaute Fähre für Fuhrwerke und größere Personengruppen.

Wie der Name Piesport aufgrund seiner Herkunft darauf hinweist, bestand bei diesem Ort bereits seit langer Zeit eine wichtige Verkehrsverbindung über die Mosel. Der Ortsname leitet sich von pingontius portus ab. Dieses portus ist eine Latinisierung des althochdeutschen furt. Entsprechend dicht entwickelten sich die Fährverbindungen. Zu Beginn des 20. Jahrhunderts gab es rund um den Piesporter Moselbogen auf einer Strecke von 8 km insgesamt sechs Fähren. In Reihenfolge moselaufwärts waren das die Pontenfähren von Minheim, Reinsport, Müstert, Piesport, und Neumagen sowie zwischen Piesport und Neumagen noch eine Fähre in Ferres.
Als sich der Brückenbau mit Beton etablierte, der in Konstruktion und Unterhaltung wesentlich kostengünstiger war als die bis dahin üblichen Steinbogenbrücken oder eisernen Fachwerkbalkenbrücken, wurde 1902 mit der Planung einer Straßenbrücke für Piesport begonnen. Die vier Gemeinden Mehring (1904), Schweich (1906), Trittenheim (1908) und Longuich (1911) erhielten die ersten Betonbogenbrücken an der Mosel.

### 1. Brücke 1913–1945

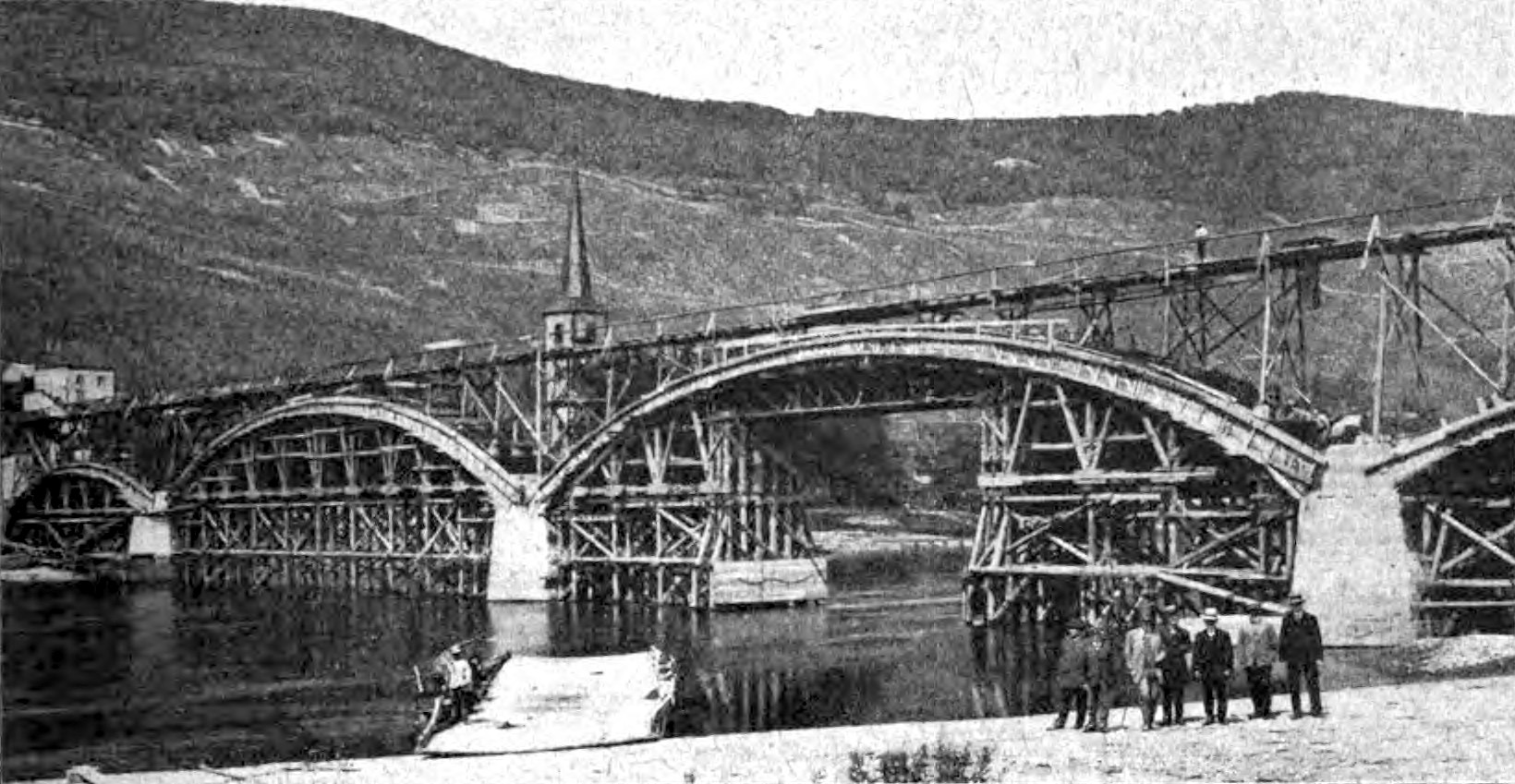
Piesport mit seiner Brücke in Bau, mit Lehrgerüst, wahrscheinlich 1912. Zur Aufrechterhaltung des Schifffahrtsverkehrs wurde im rechten Strombogen eine Öffnung mit einer lichten Weite von 16 freigehalten. Im Vordergrund am Ufer die Pontenfähre mit dem Fährmann.

Baubeginn in Piesport war im Juli 1912, nach Planung und Ausführung durch die Firma B. Liebold & Co., A.G., Holzminden, ein erfahrenes Unternehmen, das nach eigenen Angaben unter anderem weit über 1000 Massivbrücken in Deutschland gebaut hat, darunter auch die oben genannten. Nach einer Unterbrechung während des Hochwassers in der Winterzeit und wurde die Brücke im Sommer 1913 fertiggestellt und dem Verkehr übergeben.
Die erste feste Brücke in Piesport war eine Betonbogenbrücke ohne Eiseneinlage. Diese zeichnet sich dadurch aus, dass sie sich in statischer Hinsicht wie eine Steinbrücke verhält, jedoch aus Stampfbeton hergestellt ist, der entsprechend seiner Festigkeitseigenschaften auch nur auf Druck beansprucht wird.
Sie überspannte die Mosel mit einer Gesamtlänge von 205 m zwischen den Außenkanten der Widerlager und stand auf drei Pfeilern mit zwei Stromöffnungen von jeweils 49 m lichter Weite mit 6,30 m Pfeilhöhe und 2 Flutöffnungen von 34 m lichter Weite mit Pfeilhöhen von 3,40 bzw. 3,10 m. Insgesamt wurden dafür 4000 m³ Beton verbaut.
Die Nutzbreite zwischen den Geländern betrug 6 m, davon 4,50 m für die Fahrbahn und je 0,75 m für zwei Fußwege. Die Fahrbahn war mit Kleinpflaster befestigt, und die Bordkanten mit Schrammeisen bewehrt. Die Fußwege, die über die Gewölbebreite von 4,50  auskragten, bestanden aus armiertem Beton und waren mit einem 2 cm dicken Zementestrich belegt. Am rechten Widerlager, auf der Niederemmeler Seite, stand ein Häuschen für den Brückengelderheber. Es bestand aus einem Ziegelmauerwerk mit einem Schieferdach. Das Fundament des rechten Landpfeilers war breiter gestaltet und trug einen 2,35 m breiten Durchgang für den Leinpfad.
Zehn Jahre später ersetzte auch die damals noch selbständige Gemeinde Niederemmel ihre Fähre durch eine Straßenbrücke. Diese so genannte Müsterter Brücke stand außergewöhnlich nah, in nur etwa 900 m Entfernung und war in ihrer ersten Ausführung von 1923 ebenfalls eine unbewehrte Betonbogenbrücke.
In den Tagen vom 10. bis 12. März 1945 wurden alle Moselbrücken im Bereich Bernkastel, also auch die beiden Brücken in Piesport und Niederemmel die bis dahin, wie alle anderen auch den Krieg unbeschadet überstanden hatten von den sich zurückziehenden deutschen Truppen gesprengt mit der Absicht vorrückende US-Truppen am linken Moselufer aufzuhalten. Als sich in den folgenden Tagen die US-Truppen dem Ort näherten hissten die Piesporter eine weiße Fahne auf ihrer zerstörten Brücke Spätestens sechs Tage nach der Sprengung hatte die US-Armee alle Moselorte rund um Piesport eingenommen und den Fluss überquert.

### 2. Brücke 1949

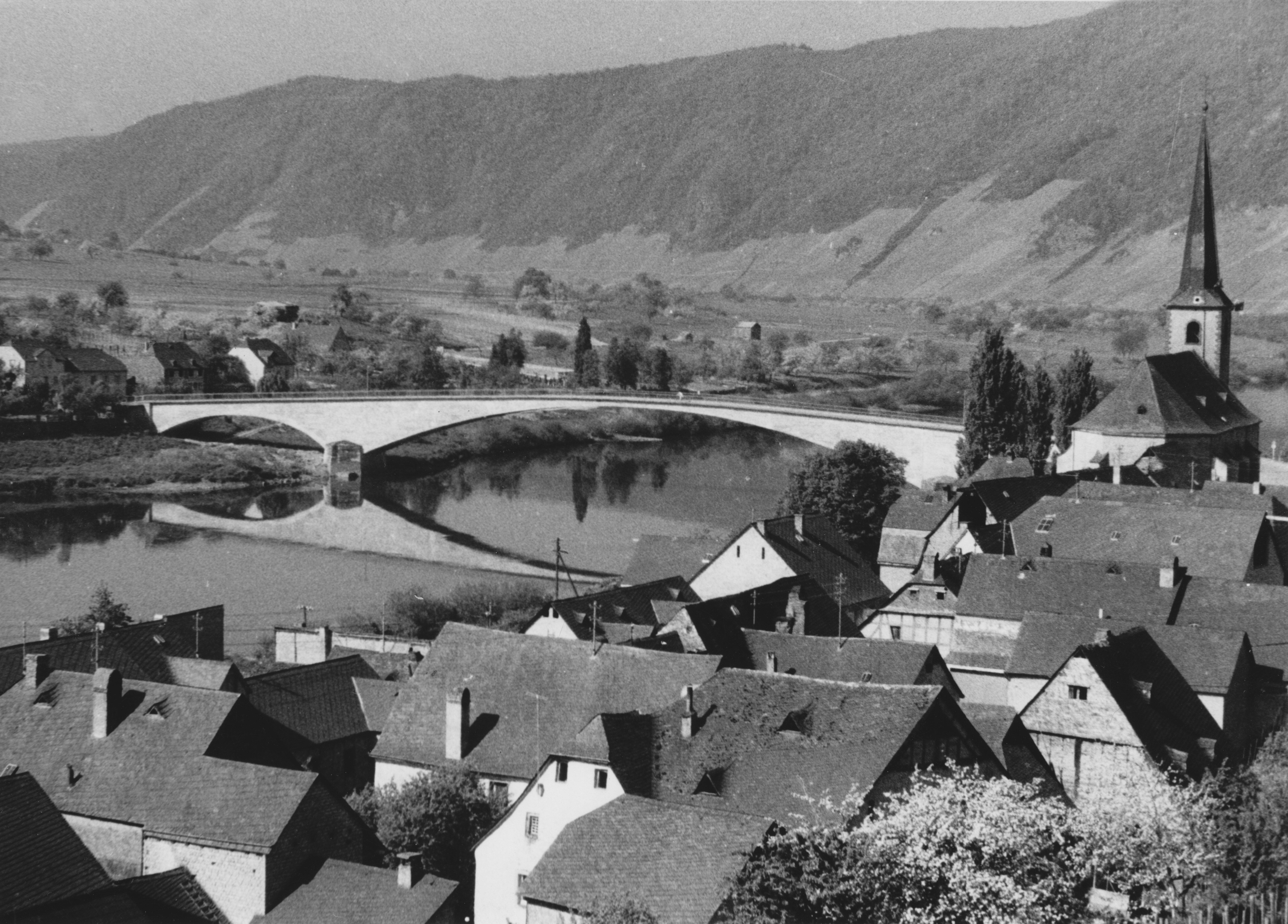
Die Moselbrücke Piesport im Mai 1960, 11 Jahre nach ihrer Erbauung, vor der Stauregelung der Mosel. Der Wasserpegel lag tiefer als heute, die Pfeiler überragten deutlich das Wasser und standen unmittelbar am Ufer, die Flutbögen standen vollständig über Land.

Nach dem Krieg wurden die zerstörten Brücken an der Mosel zügig wiederaufgebaut. Allein im Herbst 1949 wurden 5 Brücken fertiggestellt, neben Piesport (Sonntag, 2. Oktober 1949) feierten auch Wehlen (Sonntag, 18. September 1949), Longuich (Sonntag, 25. September 1949), Cochem (Mittwoch, 28. September 1949) und Mehring die Einweihung ihrer neuer Brücken.
Die neue Piesporter Brücke wurde als dreigelenkige Bogenbrücke aus Stahlbeton errichtet. Der mittlere Flusspfeiler war entfernt worden zugunsten eines weiten für die Schifffahrt bequem zu passierenden Bogens mit einem Pfeilerachsabstand von nun 103 m. Die Stützweiten der beiden Flutbögen betragen je 38,975 m.
Von 1958 bis 1964 erfolgte der Ausbau der Mosel zu einer staugeregelten Großschifffahrtsstraße. Das veränderte den Pegel an der Brücke deutlich. An der nächsten Staustufe 6,5 km unterhalb bei Wintrich wird seitdem die Fallhöhe bei Mittelwasser auf 7,5 m gehalten. Damit steht dort das Oberwasser auf 114 m über Meereshöhe und in Piesport liegt der Pegel auf 115 m über Meereshöhe. Die beiden Uferpfeiler wurden dadurch zu Flusspfeilern die kaum mehr aus dem Wasser ragen. Die Durchfahrtsweite für die Schifffahrt variiert je nach Wasserstand zwischen 47,90 m (bei 7,50 m größte lichte Höhe) und 29,00 m (bei 6,00 m geringste lichte Höhe).
Die 1949 erbaute Brücke wurde 1996/97 grundlegend saniert und bei dieser Gelegenheit auf eine nutzbare Breite von 9,50 m zwischen den Geländern verbreitert.